# Caselles (Moià)
Caselles és una masia situada en el terme municipal de Moià, a la comarca catalana del Moianès. Està situada a prop i al nord de la vila, al sud-oest de Montví de Baix i al nord-oest de Montví de Dalt, a ponent de la carretera C-59.